# Molla Mallory
Anna Margrethe »Molla« Bjurstedt Mallory, norveško-ameriška tenisačica, * 6. marec 1884, Mosvik, Norveška, † 22. november 1959, Stockholm, Švedska.
Molla Mallory je rekordnih osemkrat osvojila Nacionalno prvenstvo ZDA v posamični konkurenci, v letih 1915, 1916, 1917, 1918, 1920, 1921, 1922 in 1926. Še dvakrat se je uvrstila v finale, v letih 1923 in 1924, ko jo je premagala Helen Wills Moody, v finale se je uvrstila tudi leta 1922 na Prvenstvu Anglije, ko jo je premagala Suzanne Lenglen. Nacionalno prvenstvo ZDA je dvakrat osvojila tudi med ženskimi dvojicami, v letih 1916 in 1917, še dvakrat je nastopila v finalu, ter trikrat med mešanimi dvojicami, v letih 1917, 1922 in 1923, še petkrat je nastopila v finalu. Nastopila je na olimpijskem turnirju v letih 1912 in 1924, leta 1912 je osvojila bronasto medaljo med posameznicami. Leta 1958 je bila sprejeta v Mednarodni teniški hram slavnih.

## Finali Grand Slamov

### Posamično (11)

#### Zmage (8)
| Leto | Turnir                       | Nasprotnica v finalu      | Rezultat finala |
| 1915 | Nacionalno prvenstvo ZDA     | Hazel Hotchkiss Wightman  | 4–6, 6–2, 6–0   |
| 1916 | Nacionalno prvenstvo ZDA (2) | Louise Hammond Raymond    | 6–0, 6–1        |
| 1917 | Nacionalno prvenstvo ZDA (3) | Marion Vanderhoef         | 4–6, 6–0, 6–2   |
| 1918 | Nacionalno prvenstvo ZDA (4) | Eleanor Goss              | 6–4, 6–3        |
| 1920 | Nacionalno prvenstvo ZDA (5) | Marion Zinderstein Jessup | 6–3, 6–1        |
| 1921 | Nacionalno prvenstvo ZDA (6) | Mary Browne               | 4–6, 6–4, 6–2   |
| 1922 | Nacionalno prvenstvo ZDA (7) | Helen Wills Moody         | 6–3, 6–1        |
| 1926 | Nacionalno prvenstvo ZDA (8) | Elizabeth Ryan            | 4–6, 6–4, 9–7   |

#### Porazi (3)
| Leto | Turnir                       | Nasprotnica v finalu | Rezultat finala |
| 1922 | Prvenstvo Anglije            | Suzanne Lenglen      | 2–6, 0–6        |
| 1923 | Nacionalno prvenstvo ZDA     | Helen Wills Moody    | 2–6, 1–6        |
| 1924 | Nacionalno prvenstvo ZDA (2) | Helen Wills Moody    | 1–6, 3–6        |

### Ženske dvojice (4)

#### Zmage (2)
| Leto | Turnir                       | Partnerica     | Nasprotnici v finalu               | Rezultat finala |
| 1916 | Nacionalno prvenstvo ZDA     | Eleonora Sears | Louise Hammond Raymond Edna Wildey | 4–6, 6–2, 10–8  |
| 1917 | Nacionalno prvenstvo ZDA (2) | Eleanora Sears | Phyllis Walsh Grace Moore LeRoy    | 6–2, 6–4        |

#### Porazi (2)
| Leto | Turnir                       | Partnerica      | Nasprotnici v finalu                   | Rezultat finala |
| 1918 | Nacionalno prvenstvo ZDA     | Anna Rogge      | Eleanor Goss Marion Zinderstein Jessup | 5–7, 6–8        |
| 1922 | Nacionalno prvenstvo ZDA (2) | Edith Sigourney | Helen Wills Moody Marion Jessup        | 4–6, 9–7, 3–6   |

### Mešane dvojice (8)

#### Zmage (3)
| Leto | Turnir                       | Partner       | Nasprotnika v finalu             | Rezultat finala |
| 1917 | Nacionalno prvenstvo ZDA     | Irving Wright | Bill Tilden Florence Ballin      | 10–12, 6–1, 6–3 |
| 1922 | Nacionalno prvenstvo ZDA (2) | Bill Tilden   | Howard Kinsey Helen Wills Moody  | 6–4, 6–3        |
| 1923 | Nacionalno prvenstvo ZDA (3) | Bill Tilden   | John Hawkes Kitty McKane Godfree | 6–3, 2–6, 10–8  |

#### Porazi (5)
| Leto | Turnir                       | Partner        | Nasprotnika v finalu                     | Rezultat finala |
| 1915 | Nacionalno prvenstvo ZDA     | Irving Wright  | Harry Johnson Hazel Hotchkiss Wightman   | 0–6, 1–6        |
| 1918 | Nacionalno prvenstvo ZDA (2) | Fred Alexander | Irving Wright Hazel Hotchkiss Wightman   | 2–6, 3–6        |
| 1920 | Nacionalno prvenstvo ZDA (3) | Craig Biddle   | Wallace Johnson Hazel Hotchkiss Wightman | 4–6, 3–6        |
| 1921 | Nacionalno prvenstvo ZDA (4) | Bill Tilden    | Bill Johnston Mary Browne                | 6–3, 4–6, 3–6   |
| 1924 | Nacionalno prvenstvo ZDA (5) | Bill Tilden    | Vincent Richards Helen Wills Moody       | 8–6, 5–7, 0–6   |